# Павел Чесноков
Па̀вел Григо̀риевич Чесноко̀в (на руски: Павел Григорьевич Чесноков) е руски композитор и хоров диригент.
Роден е на 24 октомври (12 октомври стар стил) 1877 година край Воскресенск, Московска губерния, в семейството на хоров диригент при църквата на местна текстилна фабрика. През 1895 година завършва Синодалното училище по църковно пеене в Москва, където започва да преподава. През следващите години получава голяма известност като диригент и автор на музика за църковни хорове в Москва. През 1917 година завършва и Московската консерватория, където от 1920 година до смъртта си преподава хорово дирижиране. През 20-те години е принуден от тоталитарния комунистически режим да се откаже от работата си в областта на църковната музика, но продължава да преподава и дирижира светски хорове.
Павел Чесноков умира на 14 март 1944 година от инфаркт, докато чака на опашка за хляб в Москва.